# Thyreophora
A Thyreophora ('pajzshordozók', az ógörög θυρεος / thüreosz – a gyalogos katonák nagy, ovális pajzsa – és φορεω / phoreó, 'viszem' szavak összetételéből), avagy a páncélos dinoszauruszok a madármedencéjű dinoszauruszok egyik alrendje volt, amely a kora jura kortól a kréta időszak végéig élt. A csoport első azonosítója a magyar Nopcsa Ferenc báró volt.
Jellemzőjük volt a testükön hosszanti sorokban elrendezett testpáncélzat. Ez a kezdetlegesebb fajoknál egyszerű, lapos, tarajos scutumokból vagy bőrcsontokból (osteodermákból), a fejlettebbeknél pedig bonyolultabb struktúrákból, csonttüskékből és lemezekből állt. A legtöbb thyreophora a testméretéhez képest kisméretű aggyal rendelkezett.
Két jól ismert alrendága az Ankylosauria és a Stegosauria. Az Ankylosauria csoportba az ankylosauridák és a nodosauridák tartoznak. E két család tagjainak mellső lábai jóval rövidebbek a hátsóknál, ez az arány pedig fokozottan jellemző a másik alrendág tagjaira, a stegosaurusokra. A csoportot először olyan kládként definiálták, ami tartalmaz minden genasaurus fajt, amely közelebbi rokonságban áll az Ankylosaurusszal, mint a Triceratopsszal, később pedig a definíciót úgy pontosították, hogy az Ankylosaurus magniventris a klád részét képezze, a Parasaurolophus walkeri, a Pachycephalosaurus wyomingensis és a Triceratops horridus pedig ne tartozzon bele. A Thyreophora a Genasauria csoporton belül a Cerapoda testvértaxonjának számít.
Az ankylosauridák nagy farokbuzogánnyal rendelkeztek, amely megnagyobbodott és egyetlen csomóvá összeforrt csigolyákból állt. Nehéz felépítésűek voltak és a fejüktől a farkukig súlyos, még a szemhéjukat is beborító páncélzatot viseltek. A páncélzathoz kisebb-nagyobb, gyakran keratinból álló tüskék tartoztak. A lapos, zömök, nagyjából lapát formájú fej rövid nyakhoz kapcsolódott, melynek mindkét végén, a szemek és a pofa közelében két tüske helyezkedett el. A csoport egyik legismertebb képviselője az Euoplocephalus tutus.
A nodosauridák az ankylosaurusok másik családja, melynek tagjai közé feltehetően az ankylosauridák ősei tartoznak. A középső jura–késő kréta kor idején (körülbelül 170–66 millió évvel ezelőtt) éltek és az ankylosauridákhoz hasonló páncélzatuk volt, de nem rendelkeztek farokbuzogánnyal. Ehelyett a testük hátsó részét a farokkal együtt csontos kidudorodások és kisebb tüskék borították és/vagy hegyes tüskéket viseltek. A nodosauridákra jellemző példának tekinthető a Sauropelta és az Edmontonia, melyek közül az utóbbi félelmetes, előrefelé álló válltüskéiről vált ismertté.
A Stegosauria alrendág a Stegosauridae és Huayangosauridae családokat foglalja magában. E dinoszauruszok nagyrészt a középső és késő jura korban éltek, azonban egyes fosszíliáik a kora kréta korból származnak. A stegosaurusok feje nagyon kicsi volt; levélszerű fogakkal és a testméretükhöz képest nagyon kis méretű aggyal rendelkeztek. A stegosaurusok hátának középvonala mentén lemezek és vagy tüskék helyezkedtek el, hátcsigolyáik pedig meghosszabbodtak. A lemezek feltételezett célja a testhőmérséklet szabályzása és/vagy a faj egyedeinek azonosítása, továbbá a párok vonzása és a vetélytársak elriasztása volt. A jól ismert stegosaurusok közé tartozik a Stegosaurus és a Kentrosaurus.

## Taxonómia
- THYREOPHORA ALREND
  - Emausaurus
  - Scutellosaurus
  - ?Tatisaurus
    - Eurypoda
      - Ankylosauria alrendág
        - ?Scelidosauridae család (feltehetően bazális csoport)
          - Bienosaurus
          - Lusitanosaurus
          - Scelidosaurus

        - Antarctopelta
        - Minmi
        - Ankylosauridae család
        - Nodosauridae család

      - Stegosauria alrendág
        - Huayangosauridae család
        - Stegosauridae család

## "Tyreophorus"
A „Tyreophorus” egy nem hivatalos nem, amelyet Friedrich von Huene alkotott meg 1929-ben, és néha feltűnik a dinoszauruszokat felsoroló listákon. Valószínűleg tipográfiai hiba eredménye; von Huene célja az volt, hogy bizonytalan helyzetű nemként meghatározatlan maradványokat kapcsoljon a Thyreophora csoporthoz, de a publikálási folyamat egy pontján a szöveget megváltoztatták, hogy úgy tűnjön, mintha „Tyreophorus” néven egy új nemet kívánt volna létrehozni (ahogy azt George Olshevsky 1999-ben a Dinosaur Mailing List levelezőlistán leírta). A névhez nem tartozik leírás, és hivatalosan nem használják.

## Fordítás
- Ez a szócikk részben vagy egészben a Thyreophora című angol Wikipédia-szócikk ezen változatának fordításán alapul.  Az eredeti cikk szerkesztőit annak laptörténete sorolja fel. Ez a jelzés csupán a megfogalmazás eredetét és a szerzői jogokat jelzi, nem szolgál a cikkben szereplő információk forrásmegjelöléseként.